# Brickfilm
 (décembre 2017).
- Si vous ne connaissez pas le sujet, laissez ce bandeau (vous pouvez alors contacter les auteurs).
- Si vous supprimez le contenu mis en cause (vous pouvez préalablement contacter les auteurs),

argumentez précisément cette suppression dans la page de discussion
(un manque de référence n'est pas un argument ; une recherche réelle de référence doit avoir été effectuée, être formellement documentée).
 (juin 2023).
Un brickfilm est un film d'animation dont la réalisation nécessite l'usage de briques en plastique de la marque Lego, ou d'autres jeux de construction similaires. Les images capturées à l'aide d'un appareil de prise de vues sont alors montées successivement selon la technique de l’animation en volume, ou stop-motion, afin de former des séquences cohérentes. Les images défilent à une vitesse suffisante, assurant ainsi l’illusion du mouvement, comme pour une pellicule classique. La plupart des brickfilms durent entre une et cinq minutes.
Le terme « brickfilm » est un néologisme formé par la concaténation du terme anglophone « brick » (brique en français) et du mot « film », il a été inventé par Jason Rowoldt, fondateur de Brickfilms.com. Le terme « brickfilmeur » désigne quant à lui le réalisateur d'un brickfilm.
En 1973, le plus vieux brickfilm a été créé par Lars et Henrik Hassing alors âgés de 10 et 12 ans pour l’anniversaire de mariage de leurs grands-parents.

## Le brickfilm sur le net

### La brique en plastique: matière première des brickfilms
L'animation d'un brickfilm requiert bien souvent l'usage de mini-figurines articulées en plastique (dites « minifigs »), celles-ci constituant les personnages principaux du film d'animation. Les briques produites par la société Lego (ou similaires) sont quant à elles utilisées pour la conception des décors du brickfilm. Depuis 1999, la diversité des briques tant dans leurs formes que leurs couleurs a considérablement augmenté, d'une part sous l'impulsion des nouvelles gammes sous licence de la société Lego, et d'autre part par l'accroissement de la demande de la communauté des AFOL (Adult Fans of Lego). Ces derniers réclament en effet des pièces davantage travaillées et détaillées que les briques basiques commercialisées dans chaque set.

### L'accessibilité à tous: de l'amateur au professionnel
L'accessibilité accrue aux appareils photographiques numériques bon marché, ainsi que le développement de plates-formes de partage de vidéos sur Internet, comme Dailymotion ou YouTube, ont permis aux brickfilmeurs de présenter publiquement leurs créations au reste de la communauté. La plupart de ces réalisateurs sont en général des amateurs ayant peu de moyens techniques et financiers, dont la seule motivation est de présenter leurs vidéos et non de les commercialiser. Il est intéressant de noter qu'en plus de l'augmentation du nombre de courts-métrages sur Internet, on[Qui ?] constate ces dernières années[Quand ?] une amélioration de la qualité visuelle des brickfilms liée à l'utilisation de techniques de réalisation (lumière, piste de montage, etc.) issues des écoles de cinématographie spécialisées dans l'animation en volume. À ceci s'ajoute l'élaboration de scénarios de plus en plus complexes, atteignant parfois des durées égales à celles de longs-métrages produits par le cinéma industriel.
Le professionnalisme grandissant de plusieurs réalisateurs a fait accroître le nombre de visionnages, ce qui a engendré des revenus financiers sur les plates-formes de mise en ligne de vidéos, bien qu'il ne s'agisse pas de l'objectif premier des brickfilmeurs. Certains brickfilms ont par ailleurs acquis une notoriété mondiale au sein de la communauté dédiée, puisqu'ils ont atteint plusieurs millions de vues.

### La promotion indirecte d'une marque
Malgré ceci, la société danoise Lego ne semble pas s'être opposée à l'utilisation illégale de son image de marque sans son accord préalable. Au contraire, celle-ci encourage officiellement la création de brickfilms depuis la sortie de la franchise Lego « Studios » inspirés des réalisations de Steven Spielberg au début des années 2000. Ces ensembles de jeu fournissaient entre autres une caméra de bonne facture et un logiciel de montage installable sur PC. Plus récemment, la société a développé un logiciel de montage destiné au jeune public, disponible sous forme d'application sur tablette tactile.
La société Lego tend même à aller plus loin en organisant la promotion de certains brickfilmeurs anglophones, d'une part par la publication d'articles leur étant consacrés dans des ouvrages édités par la société, d'autre part par l'ajout d'un brickfilm de « Camelot Song » sous forme de supplément au premier DVD du film Monty Python : Sacré Graal ! de la troupe d'humoristes britanniques Monty Python.

### Reconnaissance d'une passion
Différents médias tendent à s'intéresser et à promouvoir sous forme d'articles de presse cette nouvelle passion. Plusieurs articles évoquent la passion qui anime ces créateurs qui tentent de reconstituer l'atmosphère particulière d'un film d'action ou dramatique, par l'étude de la lumière ou du cadrage. Les interviews qui sont réalisées mettent l'accent sur la patience des brickfilmeurs pour donner vie à leurs mini-figurines, image après image,.

### Accroissement du cercle des brickfilmeurs
Au regard de l'histoire du développement de la marque Lego sur le marché européen au début des années 1950, une partie importante de ces passionnés sont anglophones ou germanophones. Cependant, il existe également une communauté de brickfilmeurs francophones réunis sur différents forums et sites Internet, où ces derniers peuvent recevoir aides et conseils sous forme de tutoriels pour l'élaboration de leur projet. Ils peuvent par la suite présenter leurs courts-métrages à cette communauté grandissante.
Des conventions et expositions sont organisées chaque année en France et en Europe. Celles-ci ont pour but de réunir collectionneurs, créateurs d'œuvres originales - en anglais MOC (My Own Creation) - et brickfilmeurs afin de partager et faire connaître leur passion pour ces briques de plastique à un public de curieux. C'est à l'occasion de ces manifestations organisées par des associations d'AFOL que les brickfilmeurs les plus populaires présentent leurs nouvelles créations lors de projections publiques. La popularité des brickfilmeurs au sein de la communauté AFOL a permis depuis quelques années la tenue d'un festival francophone annuel en France et au Québec, mettant en compétition dans différentes catégories les brickfimeurs les plus talentueux.

## Étapes de la réalisation d'un brickfilm
Puisque le brickfilm correspond à un court ou long-métrage d'animation, tout comme pour le cinéma « classique », le domaine du brickfilm réunit un vaste panel de genres et de styles d'animation. Ainsi, les brickfilms peuvent par exemple être de simples tests de quelques secondes, des longs métrages dramatiques ou des séries d'épisodes à caractère comique d'une poignée de minutes. Une série d'étapes est nécessaire pour aboutir à l'élaboration d'un brickfilm.

### Préproduction
Comme pour toute création, celle-ci débute à partir d'une idée. Elle est en général rédigée en suivant la nomenclature d'un scénario afin de faciliter par la suite la mise en scène des idées principales du court-métrage. En complément du scénario, les brickfilmeurs les plus expérimentés étudient la mise en scène et le cadrage en préparant un storyboard. Avant les premières prises d'images, le brickfilmeur commence la conception du décor en réunissant les pièces Lego essentielles avec pour objectif l'apparition d'un certain réalisme ou l'évocation d'une ambiance particulière pour le spectateur. Le dernier élément nécessaire à la préparation d'un brickfilm est l'appareil de prise de vue. Ce dernier peut être multiple : webcam, smartphone, appareil photo numérique, reflex, caméra, etc. Le choix ne dépend que de l'accessibilité financière de l'appareil et du degré de maîtrise par le réalisateur des fonctionnalités disponibles sur l'appareil.

### Production
Le brickfilm est essentiellement constitué d'une série d'images défilant à une vitesse minimale, ceci afin d'assurer la fluidité de la séquence filmée. Une vitesse de défilement de douze images par seconde est souvent choisie par les brickfilmeurs afin d'éviter de saccader la séquence, rendant ainsi le visionnage agréable au spectateur. Pour réaliser une séquence d'une minute, il est donc nécessaire de prendre une série de 720 photographies. La production est l'étape la plus longue et la plus fastidieuse dans la création d'un projet cinématographique, elle demeure donc une étape incontournable dans la réalisation d'un bricklfilm. La durée et la qualité de la séance de prise d'images dépend seulement de la préparation effectuée lors de l'étape précédente. Un soin particulier doit être apporté à l'éclairage des scènes afin d'éviter le phénomène de light flicker, où un saut de luminosité entre chaque photo est perceptible lors du visionnage de la séquence filmée.
Les images peuvent être capturées depuis un ordinateur à l'aide de logiciels d'animation en volume tels qu'Eagle Animation, (gratuit), Monkeyjam (gratuit), Stop Motion Pro (payant), Dragon Frame (payant), etc.

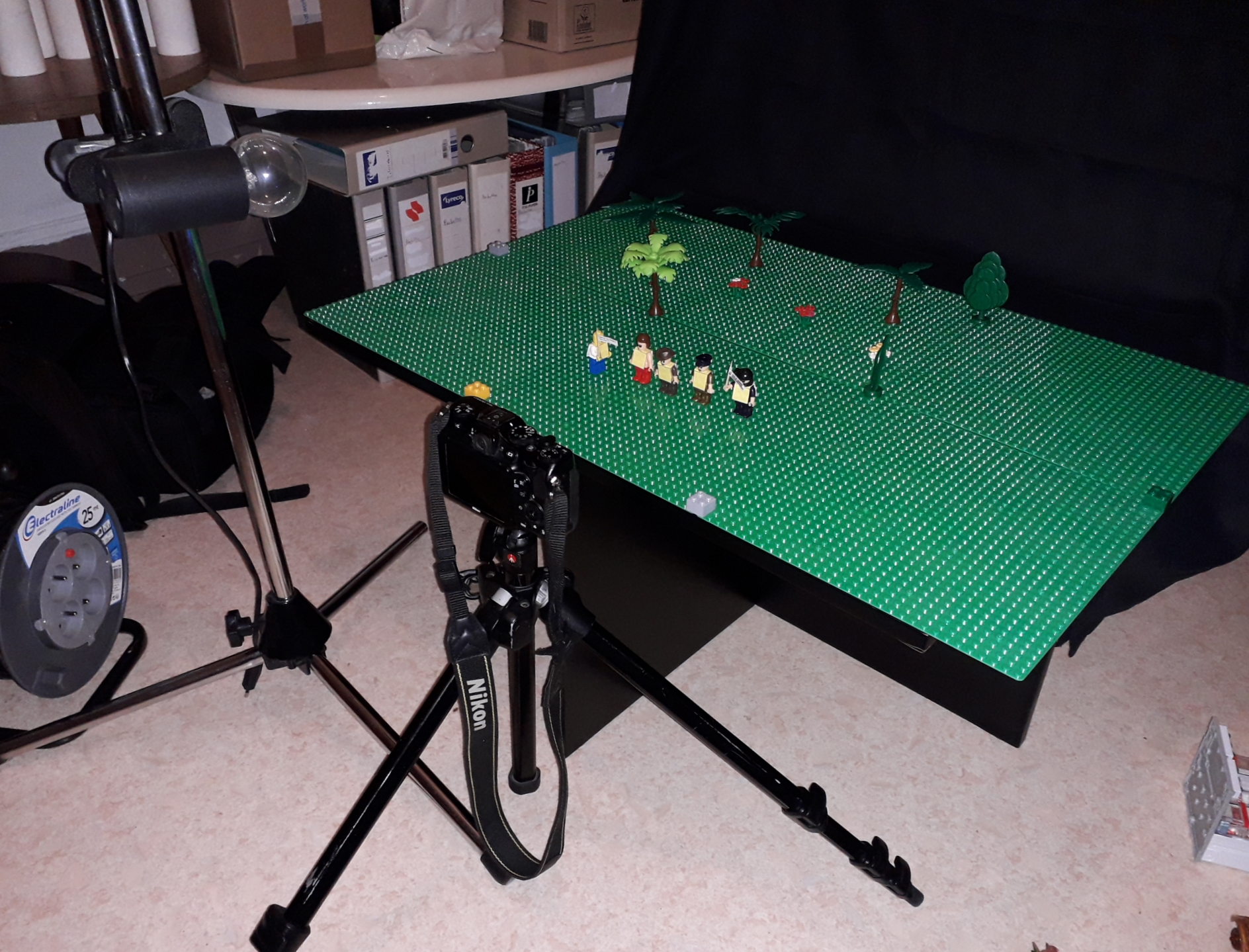
Tournage d'un brickfilm.
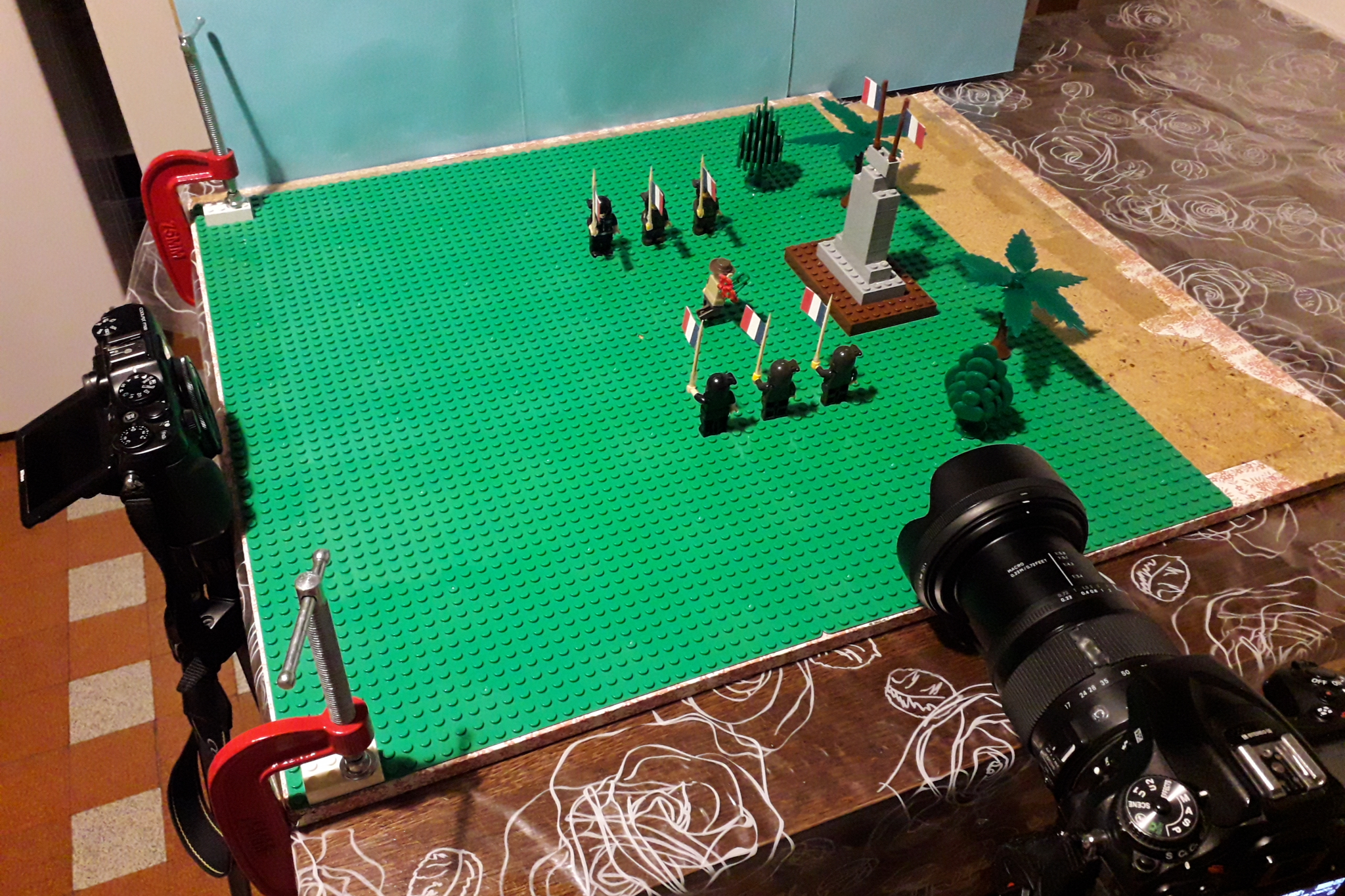
Tournage d'un brickfilm.
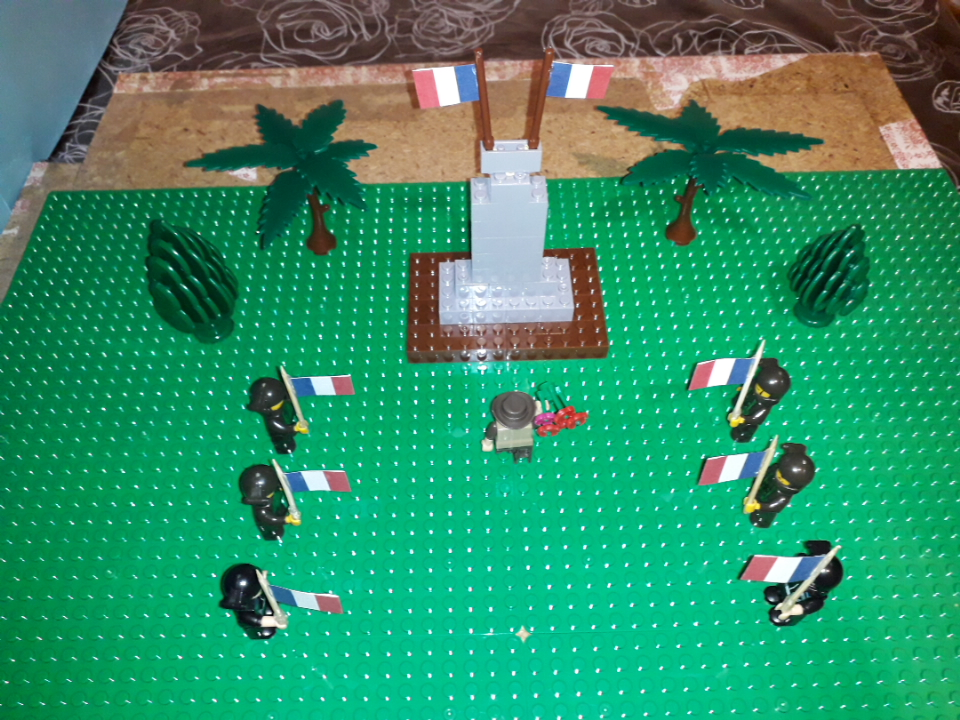
Tournage d'un brickfilm.

### Postproduction
Les séquences préalablement capturées peuvent être améliorées en postproduction à l'aide de certains logiciels tels que :
- Photoshop (payant) ou Gimp (gratuit) pour la retouche des photos.
- After Effects (payant) ou EffectsLab Pro (payant) pour les effets spéciaux.
- Hitfilm (gratuit), VSDC Free Video Editor (gratuit), Final Cut (payant) ou encore Adobe Premiere Pro (payant) pour l'édition et le montage final.

### Bande-son et doublage
La réussite d'un brickfilm dépend avant tout des émotions qu'il sera capable d'évoquer aux spectateurs. Une mise en scène soignée demande une ambiance étudiée de la lumière mais également de la bande sonore. En parallèle des trois précédentes étapes, le créateur du projet doit sélectionner une piste sonore adéquate couplée à un doublage vocal si le brickfilm comporte des dialogues. Pour la bande-son, malgré un choix quasiment infini, le brickfilmeur sera contraint de respecter scrupuleusement la législation en vigueur sur le droit d'auteur afin d'éviter de possibles poursuites. Pour le doublage, le brickfilmeur pourra compter sur l'aide de la communauté des brickfilmeurs ou bien faire appel à des sites spécialisés dans le doublage tels que Doublage Libre.

## Historique dans le domaine du brickfilm

### Années 1980: premiers brickfilms et leurs influences
Bien que ce genre d'animation soit récent, il est paradoxalement difficile de nommer le brickfilm le plus ancien. En effet, le premier brickfilm officiellement reconnu à ce jour dépend uniquement de la définition exacte du terme brickfilm. Ce questionnement fait encore l'objet d'un débat au sein de la communauté : un court métrage doit-il comporter seulement des briques LEGO ? Ce court-métrage peut-il comporter des séquences filmées en continu ? Le premier brickfilm est-il réellement reconnu au moment où le projet démarre, ou bien lorsque le brickfilm est entièrement monté ? Considérant ces questions, trois brickfilms peuvent être considérés comme premiers brickfilms.
En 1985, Lindsay Fleay, étudiant en art à Perth (Australie), entreprend le travail préparatoire d'un storyboard de son nouveau projet : The Magic Portal,. Ce brickfilm de seize minutes relate les péripéties de trois astronautes découvrant un portail magique au sein même de leur vaisseau. En 1989, Fleay termine le montage du film et de la bande-son. Le film a été réalisé sur des pellicules 16 mm.
En 1985, Dave Lennie réalise une animation utilisant des pièces Lego qu'il nomme LegoMation (contraction de Lego et Animation). Intitulé The Original Movie, ce court-métrage de 52 secondes est davantage considéré comme un test que comme un brickfilm, du fait de l'absence de scénario. Cependant, ce film demeure la plus ancienne trace connue d’animation de Lego à ce jour.
En 1987, la société Lego demande à l’entreprise hongroise Vianco Studio de réaliser une série de sept films réalisés en animation en volume, utilisant ses produits. Ces sept épisodes de cinq minutes chacun traitent de sept sports (haltérophilie, football, ski, hockey sur glace, gymnastique, skateboard et Formule 1) sous un angle comique. Publiés sur cassette VHS, ces films sont distribués à plusieurs reprises durant la décennie suivante.
Parmi ces trois prétendants, seul le brickfilm de Lindsay Fleay fut projeté dans quelques festivals locaux au cours des années suivantes. Tandis qu'il se fait embaucher par des cinéastes réputés comme spécialiste de l'animation et des effets spéciaux (Matrix, Le Seigneur des anneaux), Fleay doit attendre l'avènement d'Internet pour parvenir à faire connaître ses créations au plus grand nombre. Posant les bases de ce type d'animation, son court-métrage commença à inspirer plusieurs amateurs, menant ainsi au succès actuel des brickfilms.

### Années 1990: prise de conscience du potentiel des briques
Durant cette décennie, le matériel nécessaire à la production de ce type d'animation n'est pas encore à la portée de tous, les réalisateurs étant alors pour la plupart des étudiants dans le domaine du cinéma ou bien des studios d'animation à petit budget. Il s'agit avant tout de jeunes cinéphiles, appartenant à la culture geek profondément marquée par les exploits cinématographiques de la saga qui a suivi la sortie du film La Guerre des Étoiles. Ils souhaitent rendre hommage aux films qui ont inspiré leur vocation et les ont poussés à travailler dans le monde du cinéma.
En 1990 sont fondés les studios Harpo. Les créateurs du studio réalisent leur premier brickfilm, intitulé Krieg der Steine (connu sous le titre anglais Brick Wars, ou en français La Guerre de la Brique), et très librement inspiré de Star Wars, sorti au cinéma treize ans plus tôt. La particularité de ce brickfilm allemand est le non-usage de la technique de l'animation en volume. Il s'agit d'un assemblage de séquences filmées au cours desquelles les véhicules étant mûs par des fils de nylon et les personnages par des plaques attachées à leurs pieds.
Dans la même année, Kevin Burfitt réalise StarLego, un brickfilm reconstituant la célèbre scène de l'attaque du Tantive IV dans La Guerre des Étoiles. Il devient alors le premier brickfilm adaptant en Lego une scène de la saga Star Wars. Le brickfilm ayant été créé avant la sortie des ensembles de jeu Lego Star Wars quatre ans plus tard, le réalisateur a dû adapter en Lego les différents personnages et lieux, parfois avec humour.
Il faut ensuite attendre cinq ans pour avoir à nouveau la trace d’un brickfilm. Matti von Lauri Beramsigh, âgé à l’époque de 16 ans, sort en 1995 Natural Born Legomen. Le film se veut être un hommage au film d'Oliver Stone Tueurs nés (Natural Born Killers) sorti l’année précédente. Ce brickfilm est entièrement filmé et monté sur VHS-C.
Huit ans après Krieg der Steine et forts de leur première expérience, les studios Harpo réalisent en 1998 un brickfilm humoristique de 12 minutes, intitulé Ein Koenig Reich (L'Empire d’un Roi en français). Le court-métrage raconte l’histoire d’un homme qui veut devenir roi. À l'époque, le succès de ce court film d'animation disponible gratuitement par téléchargement amène les studios Harpo à créer d’autres brickfilms après les années 2000. D'autre part, Dave Lennie s’associe avec Andy Boyer pour fonder WDLN.tv et réaliser Oh Well, un LegoMation de 12 minutes. Leur collaboration, de 1990 aux années 2000, permet la création d'autres LegoMations dont certains ont une durée d'une demi-heure.
Bien qu'il soit désormais possible de réaliser des films amateurs avec des effets spéciaux égalant ceux de l'industrie cinématographique, une des limites à la réalisation de brickfilms est l'absence de moyens logistiques. En effet, les scènes de bataille nécessitant plusieurs milliers de figurants ou les décors exotiques grandioses posent des problèmes de taille qui ne peuvent être résolus que par l'utilisation de milliers de briques et mini-figurines.
Rapidement, les réalisateurs amateurs ont pris conscience du potentiel de ces briques pour assouvir leurs projets artistiques, expliquant en partie leur intérêt pour ce genre d'animation au début des années 1990.

### Les années 2000: L'avènement d'Internet et l'âge d'or du brickfilm
En 2014, le film documentaire A Lego Brickumentary raconte l'histoire des origines de la sociétés Lego et intègre le travail du cinéaste new-yorkais brickfilmeur David Pagano.
En 2023, le film Spider-Man : Across the Spider-Verse intègre une séquence d'animation avec des briques Lego.